# Ibanez
Ibanez (ア イ バ ニ ー ズ, Aibanīzu) É uma fabricante japonesa de guitarras tendo como dono Hoshino Gakki. Com sede em Nagoya, no Japão, a Ibanez foi uma das primeiras empresas de instrumentos musicais japonesas a ter uma posição significativa nas vendas de guitarra de importação nos Estados Unidos e Europa, bem como a primeira marca de guitarras e baixos a produzir em massa o violão de sete cordas e violão de oito cordas.
Ficou famosa por ter tido, como seus endorsees, diversos guitarristas de renome, tais como Steve Vai, Joe Satriani, Reb Beach, Paul Stanley, Mick Thomson, Kiko Loureiro,  Paul Gilbert, Andy Timmons, Herman Li, entre outros.

## História
A companhia Hoshino Gakki foi fundada em 1908 como a divisão de comercialização de instrumentos musicais da Hoshino Shoten, uma companhia de livreiros. A marca Ibanez data de 1929, ano em que Hoshino Gakki começou a importar guitarras Salvador Ibáñez de Espanha. Quando a fábrica "Salvador Ibáñez" foi destruida durante a guerra civil espanhola, as guitarras "Ibanez Salvador" deixaram de estar disponíveis no mercado, o que levou a Hoshino Gakki a comprar os direitos da marca "Ibanez Salvador" e iniciar a produção de guitarras acústicas espanholas em 1935, inicialmente sob a marca "Ibanez Salvador" e posteriormente sob a marca "Ibanez".

## Endorsers

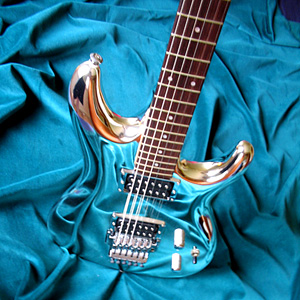
Ibanez Chrome Boy.

Alguns dos músicos que recebem endorsement da Ibanez:
- Steve Vai, artista solo;
- Joe Satriani, artista solo;
- Paul Gilbert, guitarrista da banda Mr. Big;
- Kiko Loureiro, Ex Angra e guitarrista da banda Megadeth;
- Herman Li, guitarrista da banda DragonForce;
- Paul Stanley, guitarrista/vocalista da banda Kiss;
- Tosin Abasi, guitarrista da banda Animals as Leaders;
- Andy Timmons, artista solo;
- John Scofield, artista solo;
- Pat Metheny, artista solo;
- George Benson, artista solo;
- Lari Basílio, artista solo;
- Airton Mann, artista solo/instituto de música;